# Postaer Sandstein

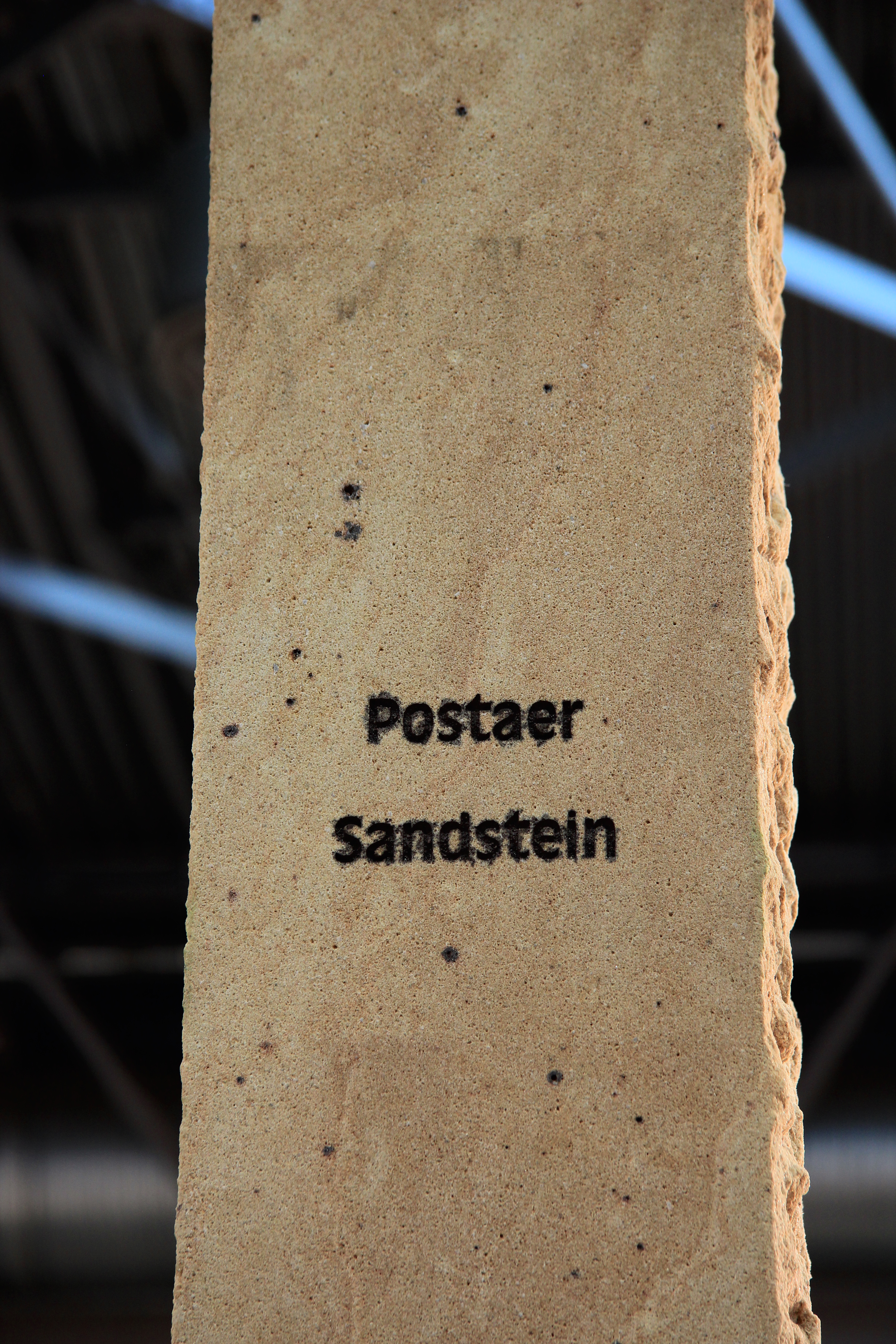
Materialmuster auf der Denkmalmesse in Leipzig

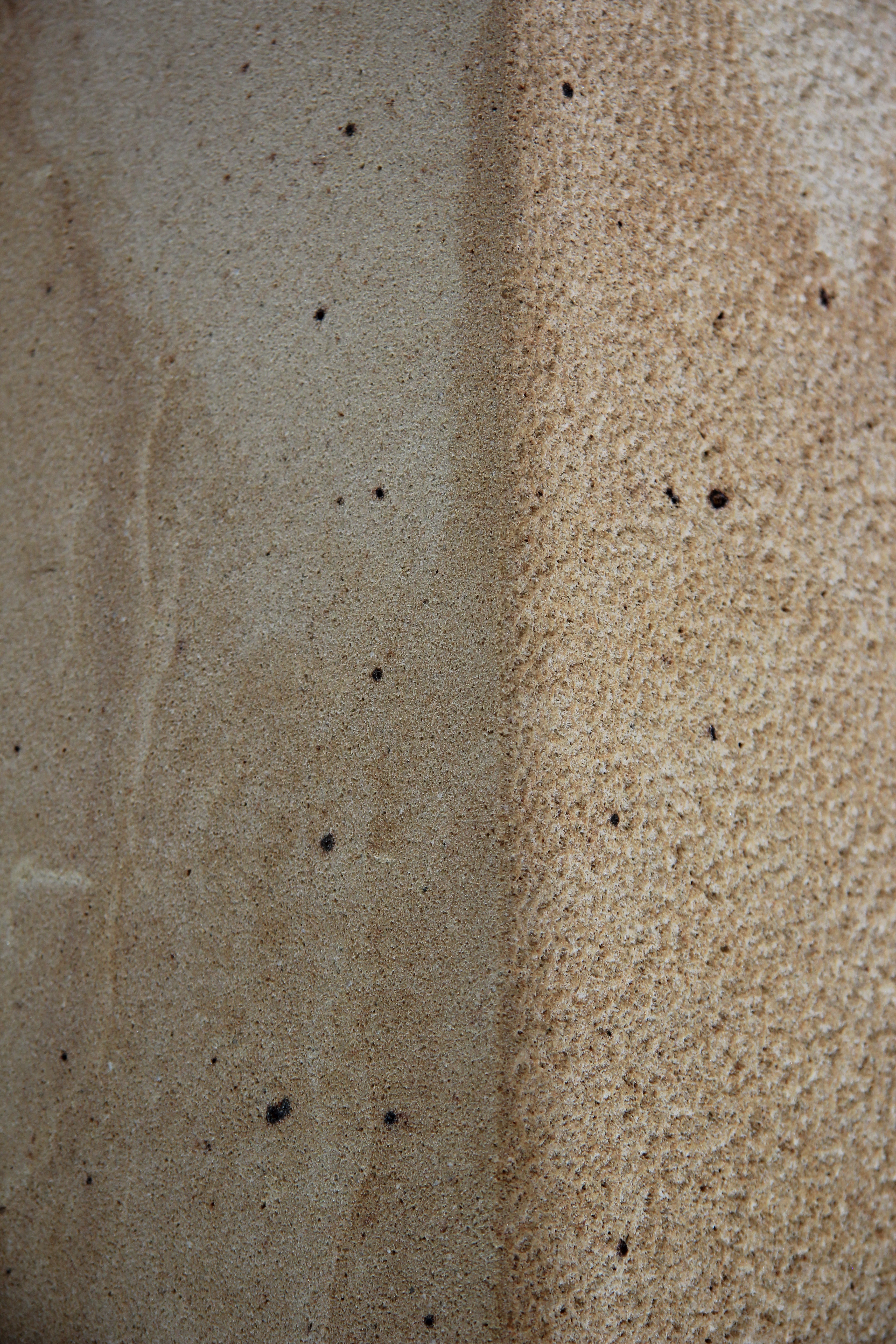
Detail einer Mustersäule aus Postaer Sandstein mit geschliffener (links) und gekrönelter Oberfläche

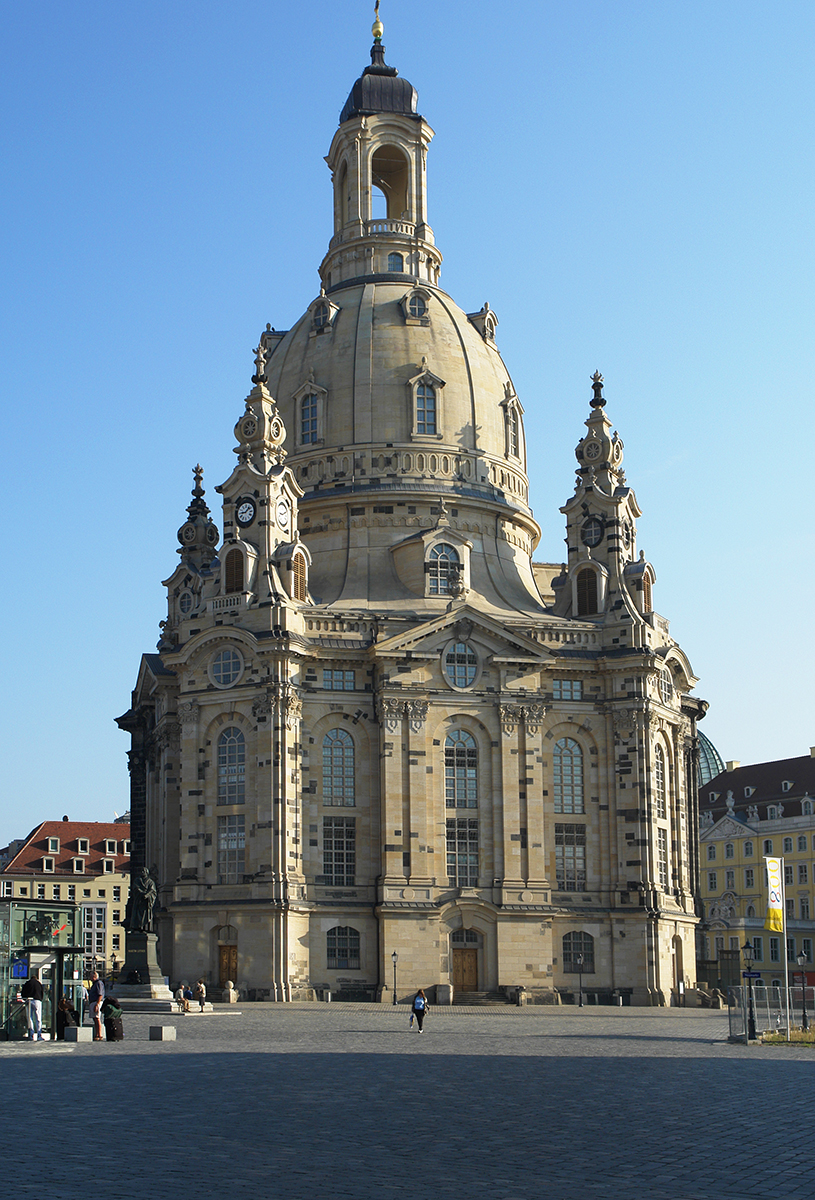
Postaer Sandstein der Frauenkirche (Dresden): dunkle originale Steine aus dem 18. Jh. und helle Steine vom Wiederaufbau 1994 bis 2005

Der Postaer Sandstein, auch Wehlener Sandstein genannt, ist eine Sorte der Elbsandsteine.
Er kommt nur auf dem rechten Elbufer im Tal Alte Poste / Herrenleite, bei Lohmen, Stadt Wehlen, Zeichen und Posta vor. Die Mächtigkeit des Vorkommens beträgt 30 bis 50 Meter. Das Vorkommen wird auch Überquader genannt, es hat die geringste räumliche Ausdehnung der sächsischen Sandsteinvorkommen. Gebrochen wird im Jahre 2008 in der Umgebung der Orte Lohmen und Stadt Wehlen.

## Entstehung und Gesteinsbeschaffenheit
Der Postaer Sandstein entstand in der Kreide, im unteren Turon. Dieser Naturstein kann weißlich sein oder er wird durch Limonitanteile gelblich, gelblichgrau und hellgelblich bis braun gefärbt. Er ist kieselig gebunden. Die Korngröße liegt zwischen 0,25 und 0,5 Millimeter und die Zwischenräume sind weitgehend frei von pelitischen Anteilen (Unterschied zum Sandstein Typ Cotta). Er wird als mittelkörnig bezeichnet. Typisches optisches Merkmal sind die fahnenartigen Bänderungen der Eisenmineralien (Limonitkomplex).
Seine Schichtung kommt erst nach einem Einbau im Freien und entsprechender Verwitterung in Erscheinung, denn auf frischen Bruchflächen im Steinbruch erscheint der Werkstein als ungeschichtet. Bei einem Einbau im Außenbereich dunkelt dieser Sandstein, wie viele gelbe Sandsteine bis zur Schwarzfärbung nach. Dies ist kein Schaden, denn die technischen Werte verändern sich dadurch nicht. Es hängt damit zusammen, dass die im Stein enthaltenen Eisenminerale angelöst werden und deren Reaktionsprodukte an die Steinoberfläche wandern. Mikrobielle Begleitprozesse sind dabei nicht ausgeschlossen. Dies führt unter den gängigen Umweltbedingungen zu schwarzer Patina.
Materialeigenschaften
Rohdichte, Mittelwert 2120 kg/m3 (nach DIN EN 1936)
Druckfestigkeit ca. 62 MPa (senkrecht zur Schichtung)
Wasseraufnahme ca. 5,9 %
Offene Porosität ca. 20,6 %
Sandstein ist frostsicher, jedoch nicht Tausalz-beständig.

## Abbau und Verwendung

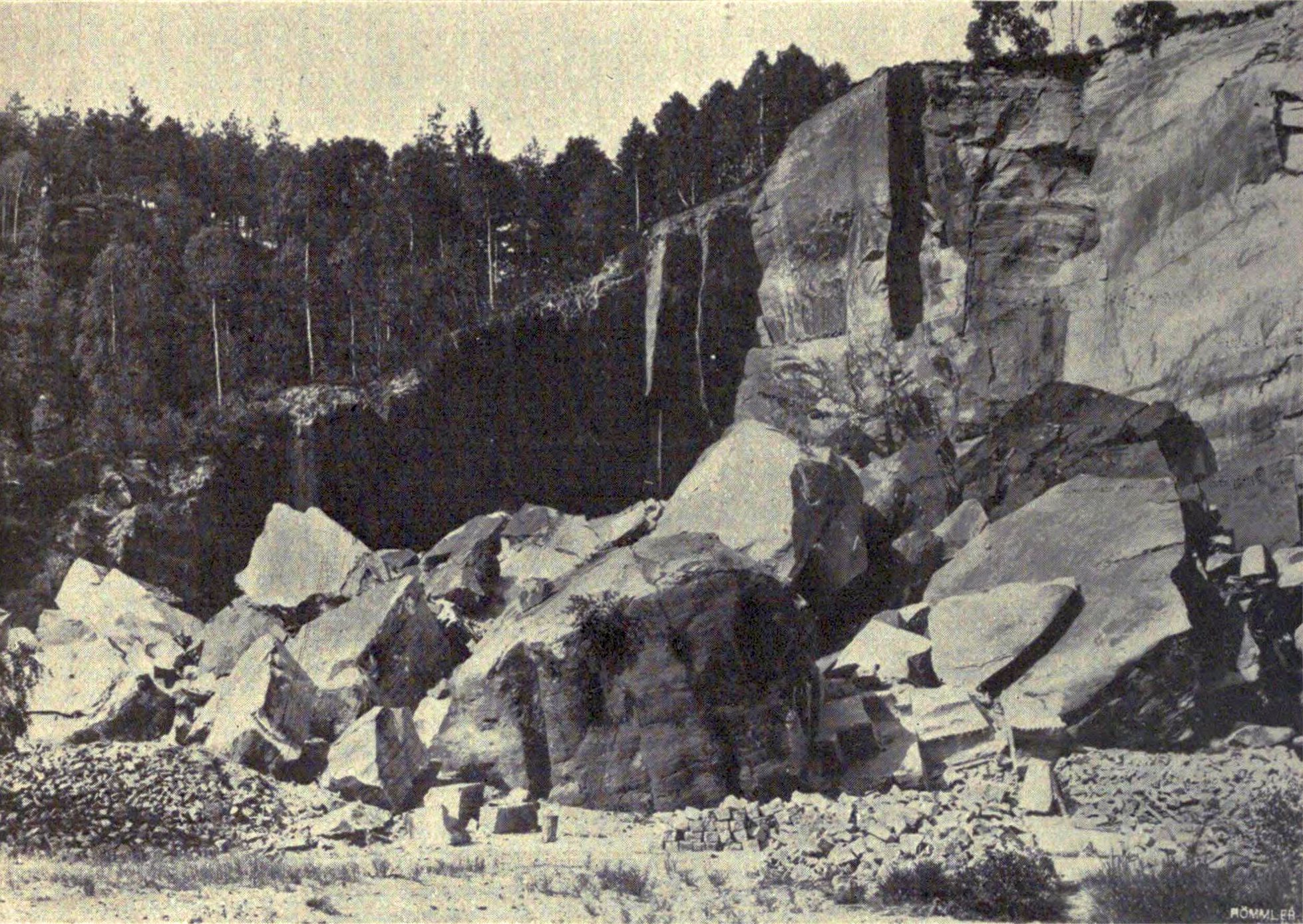
Abbau in der Alten Poste um 1900

Abgebaut wird der Postaer Sandstein im Jahre 2008 in 4 Steinbrüchen (einer im Wesenitztal bei Lohmen) und er wird für massive Fenster- und Türumrahmungen, Fassadenplatten, Steinbildhauerarbeiten und profilierte Steinmetzarbeiten verwendet. Er wird vor allem bei Restaurierungs- und zum Teil bei Neubaumaßnahmen eingesetzt. Eine Auswahl der Verwendung des Postaer Sandsteins:
- Berlin:
  - Erdgeschoss der Technischen Universität Berlin in Charlottenburg
- Dresden:
  - Fassadenbereiche am Altmarkt (Neubebauung nach dem Zweiten Weltkrieg)
  - Augustusbrücke
  - Bismarckturm Dresden-Räcknitz
  - Dresdner Bankgebäude
  - Annenkirche
  - Schloss Eckberg
  - Dresdner Hauptbahnhof
  - Coselpalais
  - Frauenkirche Dresden
  - Dresdner Zwinger, Braunsches Atelier
  - Schloss Albrechtsberg
- Hamburg:
  - Villa Offen
- Magdeburg:
  - Alte Wache
- Potsdam
  - Potsdamer Stadtschloss
- Senftenberg:
  - Kriegerdenkmal für Gefallene des Ersten Weltkriegs

Kunsthistorische Verwendung von Postaer Stein
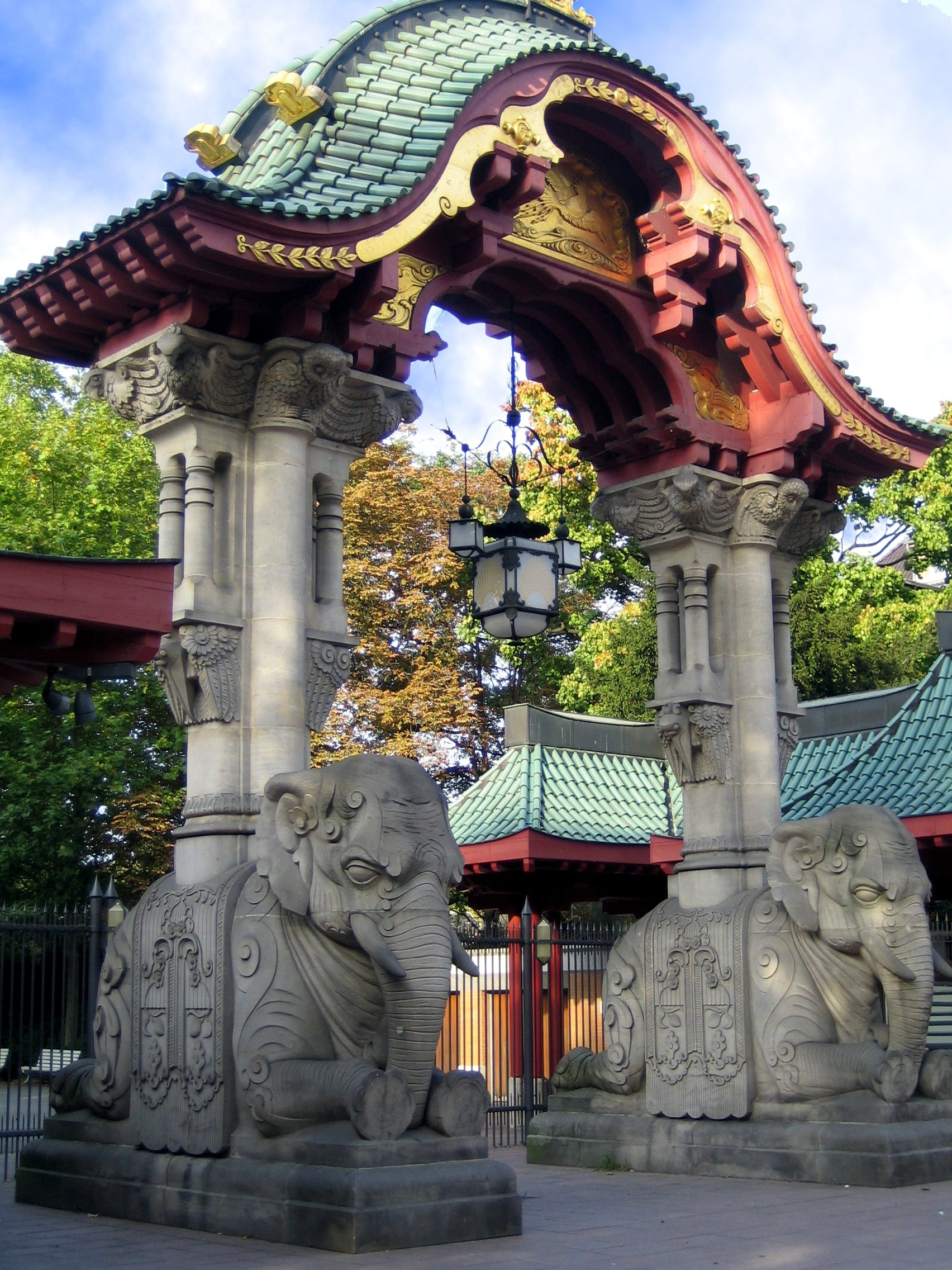
Elefantentor am Zoologischen Garten Berlin aus Postaer Sandstein (1984)
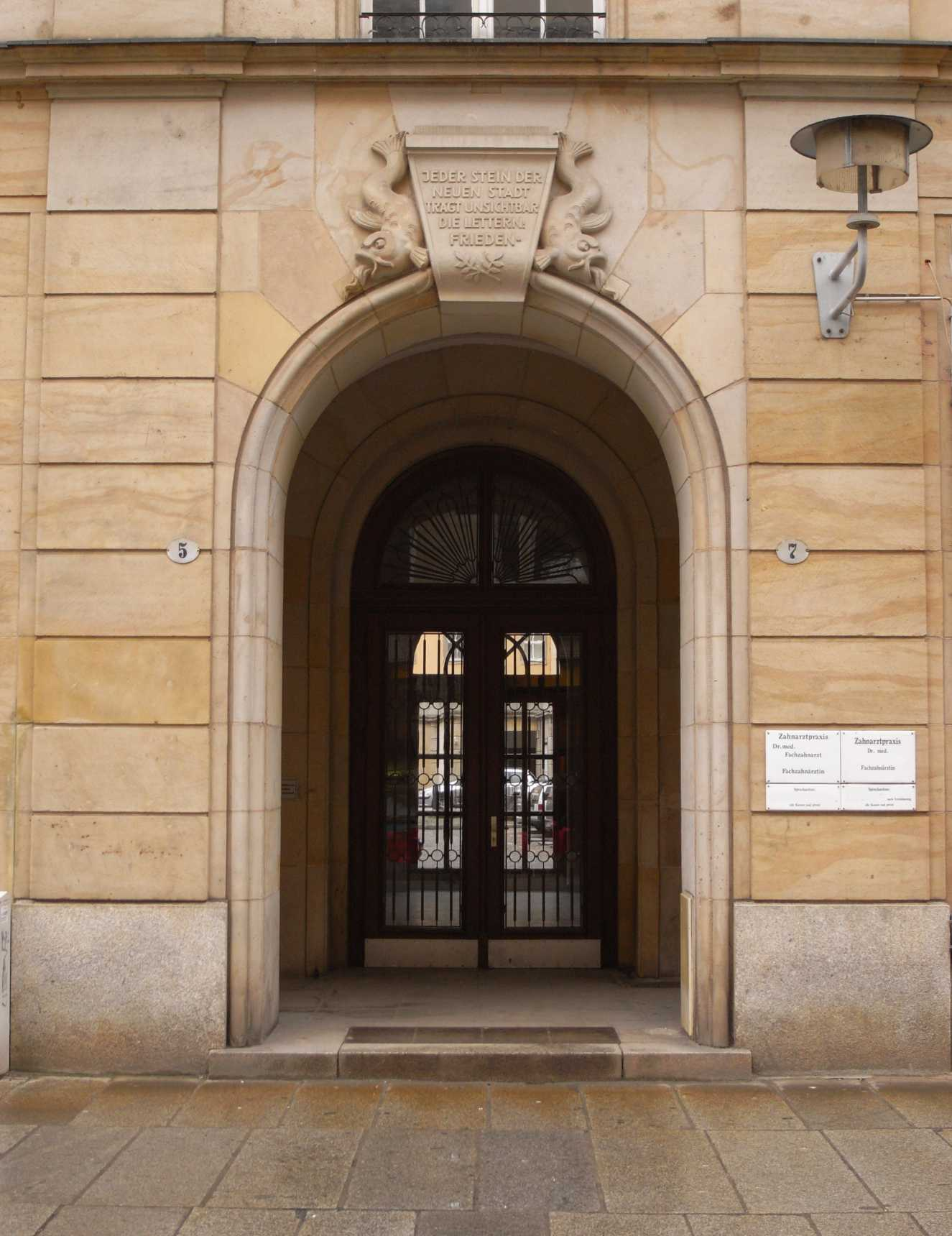
Postaer Sandstein in der Dresdner Altstadt (Weiße Gasse), Sockel und Gehwegplatten aus Lausitzer Granodiorit
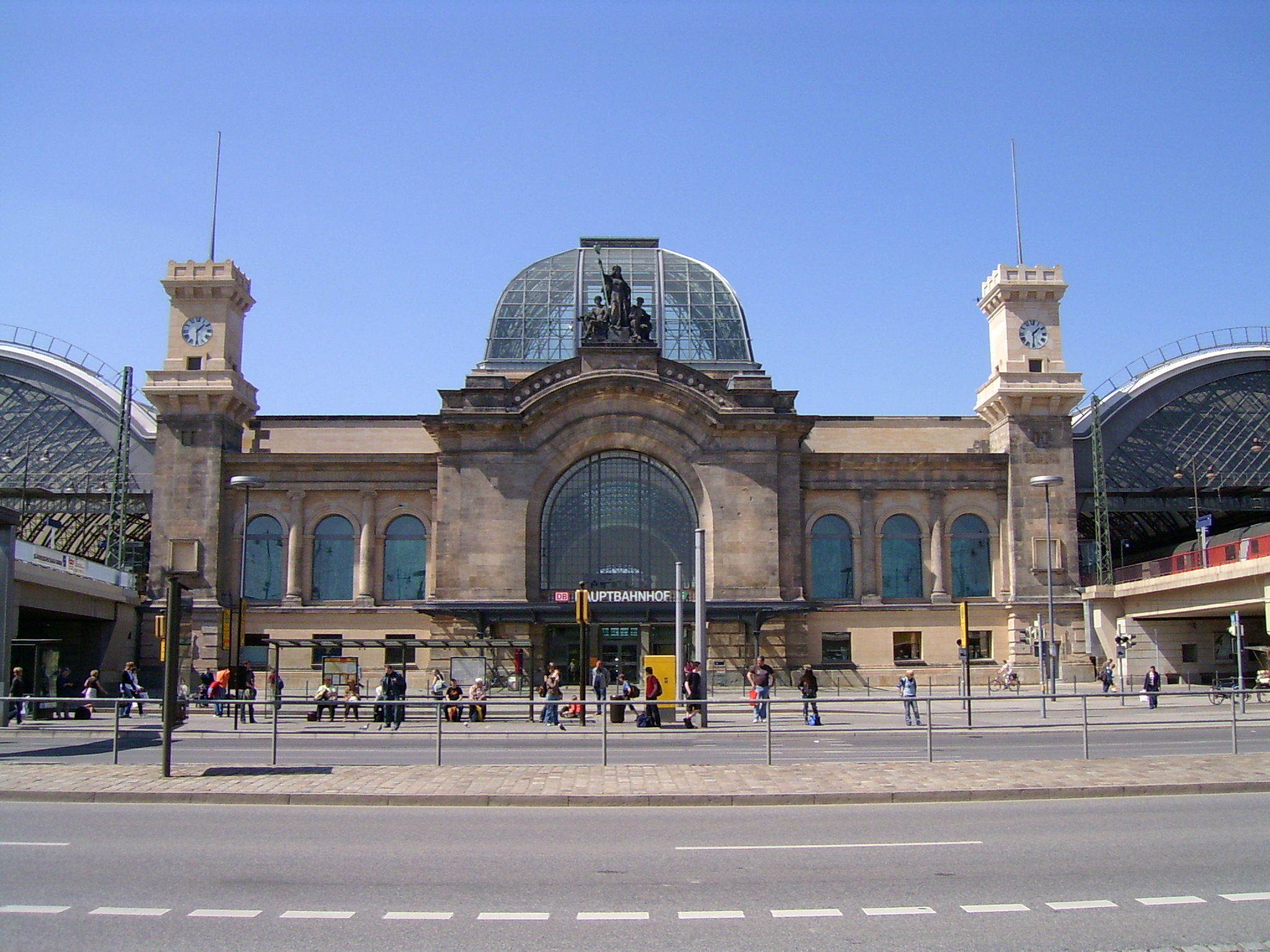
Dresdner Hauptbahnhof
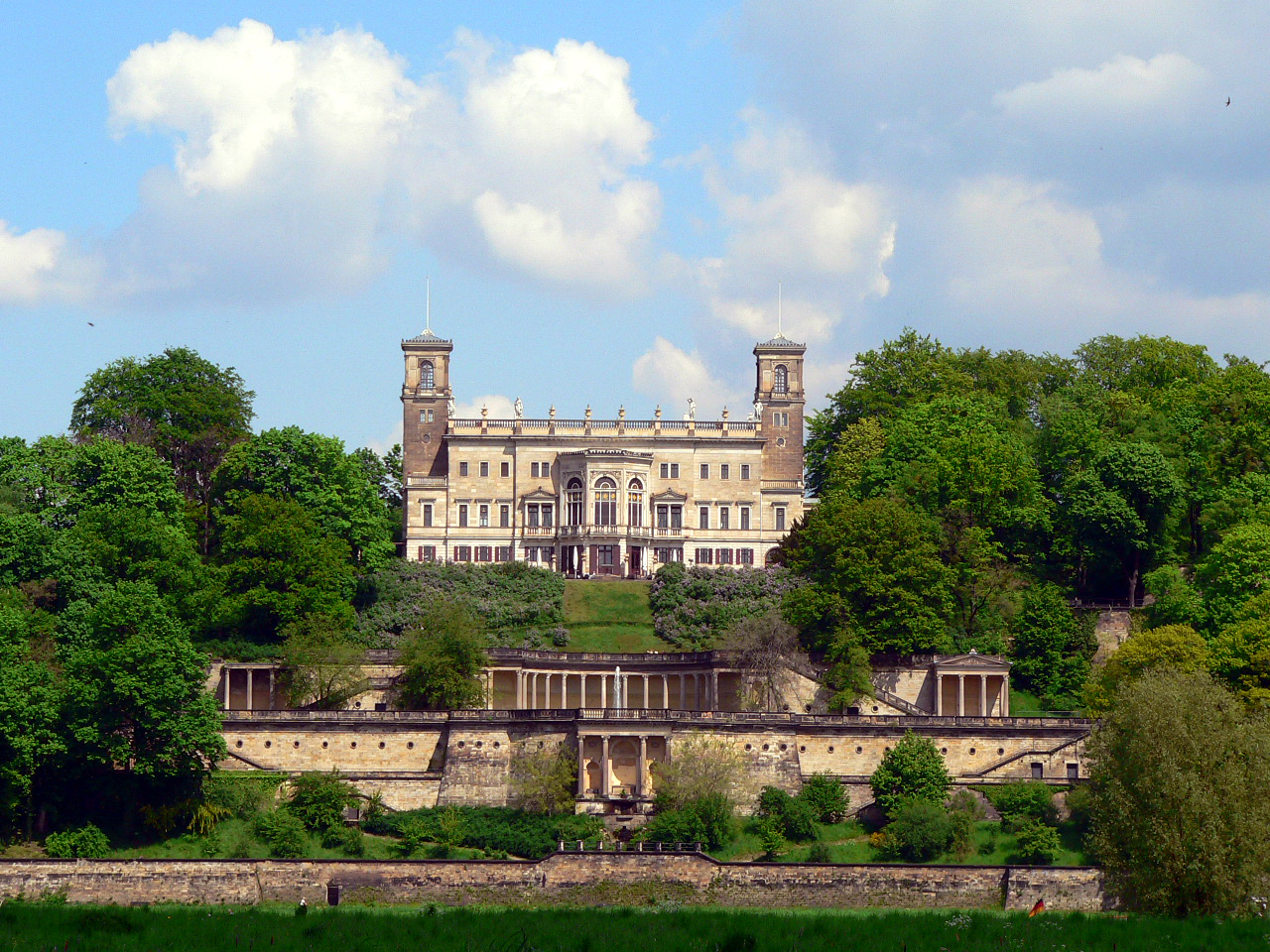
Schloss Albrechtsberg Dresden
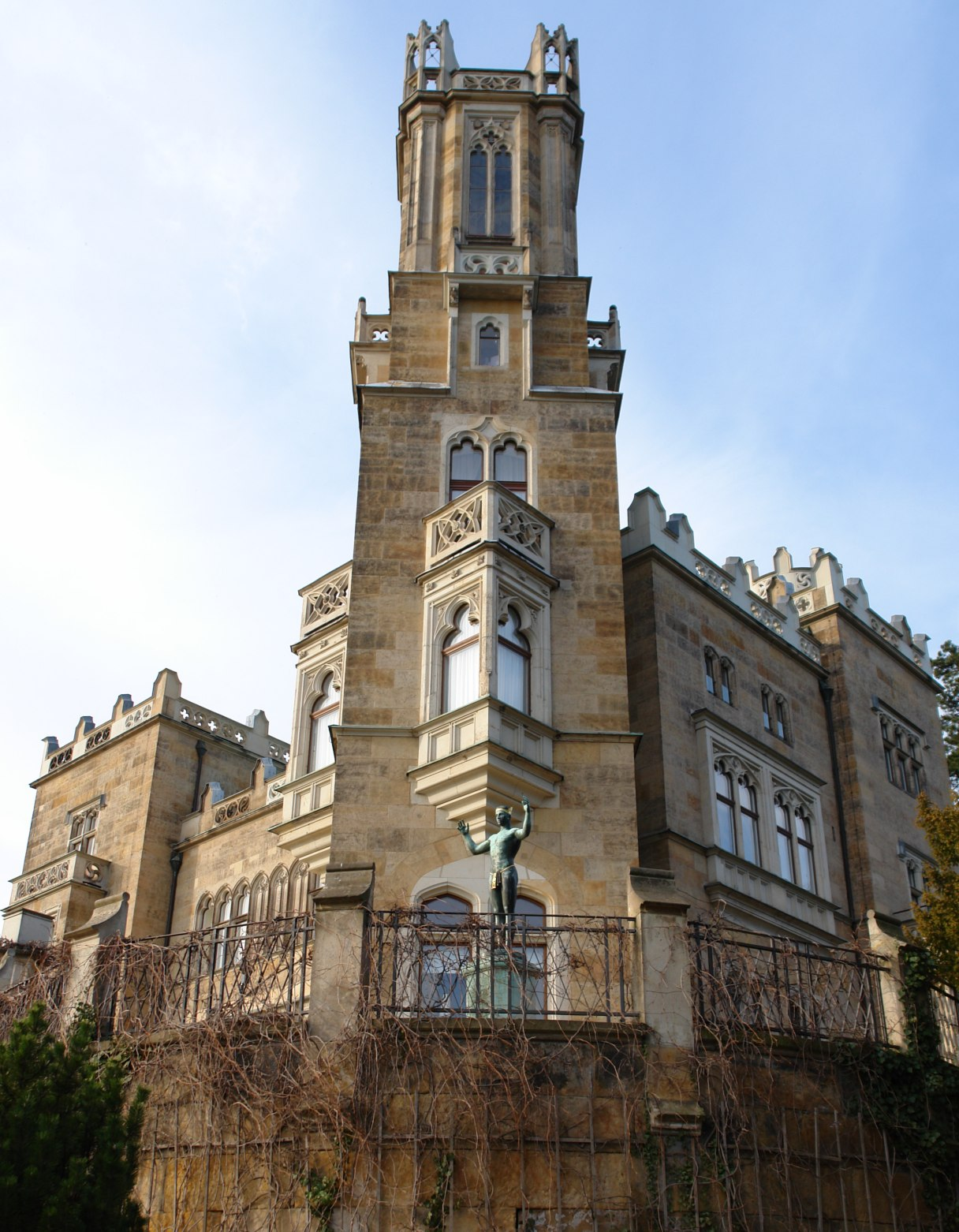
Schloss Eckberg Dresden
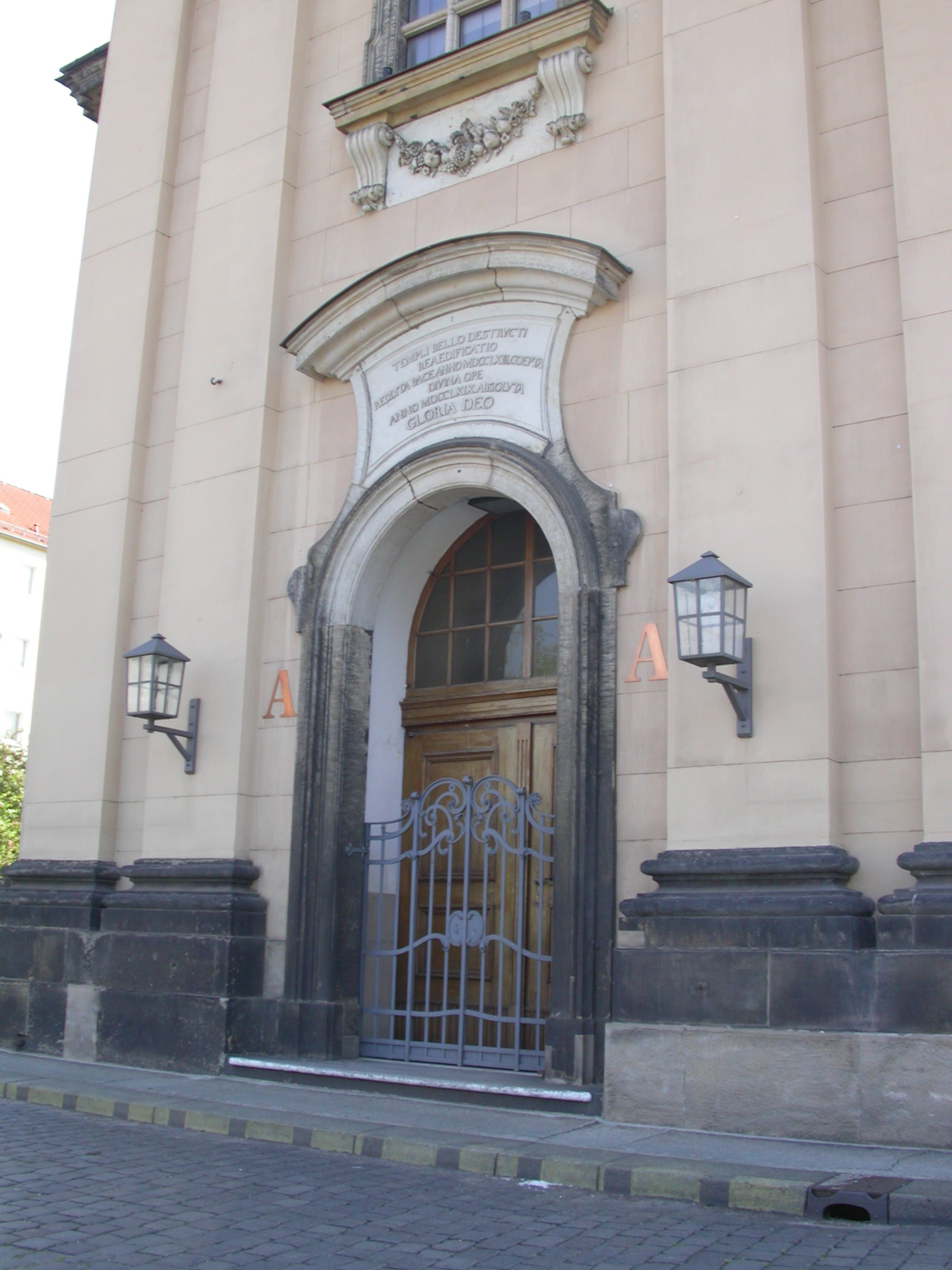
Teile des Eingangs zur Annenkirche Dresden
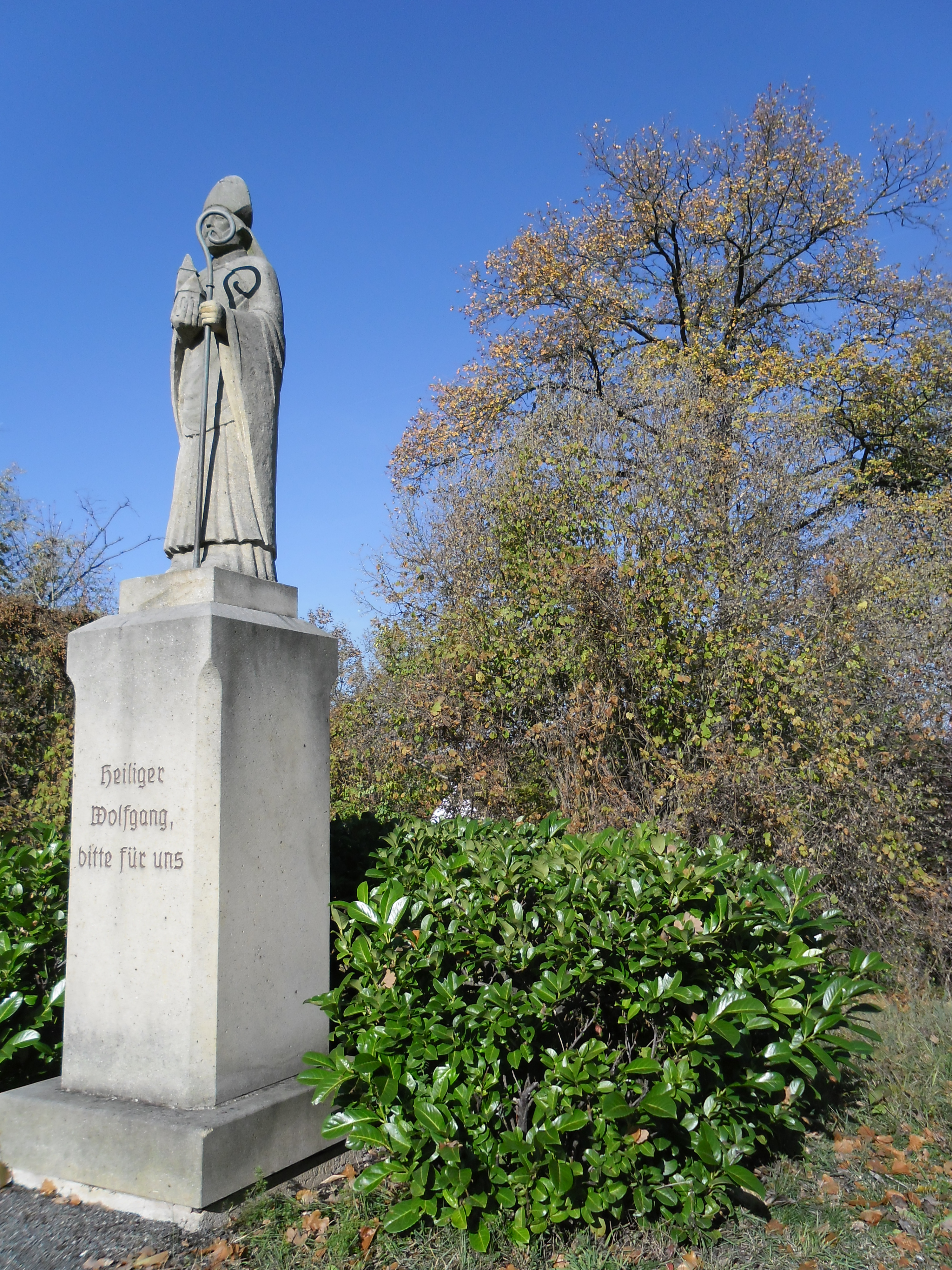
Statue des Heiligen Wolfgang mit Bischofsstab und Kirchenmodell in Hausen (Oberfranken)